# Động đất Nemuro 1973
Động đất Nemuro 1973 (根室半島沖地震 Nemurohantō oki jishin) là trận động đất xảy ra vào lúc 12:55 (theo giờ địa phương). Trận động đất có cường độ 7.4 richter, tâm chấn độ sâu khoảng 48 km. Sóng thần cao 2,8 m đánh ập vào cảng Hanasaki, thành phố Nemuro. Hậu quả trận động đất đã làm 26 người bị thương.